# Hermann Reinecke
Hermann Reinecke (ur. 14 marca 1888, Cesarstwo Niemieckie, zm. 10 października 1973, RFN) – niemiecki wojskowy, generał piechoty, członek NSDAP i wewnątrzarmijny sojusznik nazistów, zbrodniarz wojenny. Szef Narodowosocjalistycznego Sztabu Dowodzenia w Naczelnym Dowództwie Wehrmachtu. Odpowiedzialny za radzieckich jeńców wojennych. Weteran I i II wojny światowej.

## Życiorys
Urodził się w Wittenberdze. Jego ojciec był oficerem, więc chciał, by młody Hermann też nim został. Wstąpił do armii pruskiej w 1905. W 1911 został mianowany na adiutanta batalionu. W 1913 awansowany na adiutanta pułku. Służył w czasie I wojny światowej, gdzie wielokrotnie odnosił rany. Koniec wojny zastał go w Ministerstwie Wojny.
Po wojnie pełnił służbę w ministerstwie Reichswehry. W 1920 awansował do stopnia majora. W czerwcu 1933 awansował do stopnia podpułkownika a dwa lata później do stopnia pułkownika, w 1939 generałem majorem, a w 1942 generałem piechoty. W 1934 został skierowany do Ministerstwa Reichswehry, w 1935 do Urzędu Sił Zbrojnych, a w 1938 otrzymuje stanowisko szefa Urzędu Spraw Ogólnych Wehrmachtu. Był zwolennikiem ściślejszego powiązania Wehrmachtu z NSDAP. Pierwszym ważnym zadaniem Reineckego było opracowanie ustawy zaopatrzeniowej. Początek II wojny światowej przyniósł mu nowe zadania.
W czasie wojny był odpowiedzialny za traktowanie sowieckich jeńców wojennych. W maju 1943 wraz z Kancelarią Partii zorganizował w Ordensburgu Sonthofen w Allgäu sesję szkoleniową dla 300 tzw. „wypróbowanych na froncie funkcjonariuszy partyjnych”. Mowy wygłaszali m.in. Joseph Goebbels, Heinrich Himmler i Alfred Rosenberg. Na następnej sesji w październiku 1943 było 180 generałów. Na spotkaniu tym osobiście pojawił się Adolf Hitler.
25 października Reinecke został członkiem NSDAP. 22 grudnia 1943 Reinecke otrzymał nominację na stanowisko szefa Narodowosocjalistycznego Sztabu Dowodzenia w Naczelnym Dowództwie Wehrmachtu. W styczniu 1944 otrzymał z rąk Hitlera złotą odznakę NSDAP jako szczególne wyróżnienie.
Po wojnie został aresztowany i sądzony w procesie wyższego dowództwa. Został skazany na dożywotnie więzienie. W 1954 został zwolniony z odbywania kary. Zmarł w Hamburgu w roku 1973.